# Jonah Jackson
Jonah Jackson (Media, Pensilvania, 5 de febrero de 1997) es un jugador profesional estadounidense de fútbol americano que se desempeña en la posición de lineman en Detroit Lions, equipo de la National Football League (NFL).

## Carrera
Fue seleccionado en la tercera ronda en la Reunión Anual de Selección de Jugadores de la NFL de 2020. Hizo su debut profesional con el equipo Detroit Lions, donde lleva jugando cuatro temporadas.